# Altare argenteo di San Jacopo
L'altare argenteo di San Jacopo attualmente conservato nella cappella detta del Crocifisso o del Giudizio della cattedrale di Pistoia, fu realizzato fra il 1287 e il 1456 da alcuni degli orafi più valenti del tempo.

## Storia e descrizione
L'altare di San Jacopo è in lamina d'argento a sbalzo, ed era in origine posto nella cappella omonima situata nelle prime due campate della navata destra. Dopo la demolizione della cappella di San Jacopo, nel 1785 per ordine del vescovo Scipione de' Ricci venne trasferito nella cappella di San Rocco e quindi, dal 1953, nella cappella del Crocifisso. L'altare, consacrato nel 1399, è decorato in argento su tutti i lati.

### Il primo paliotto

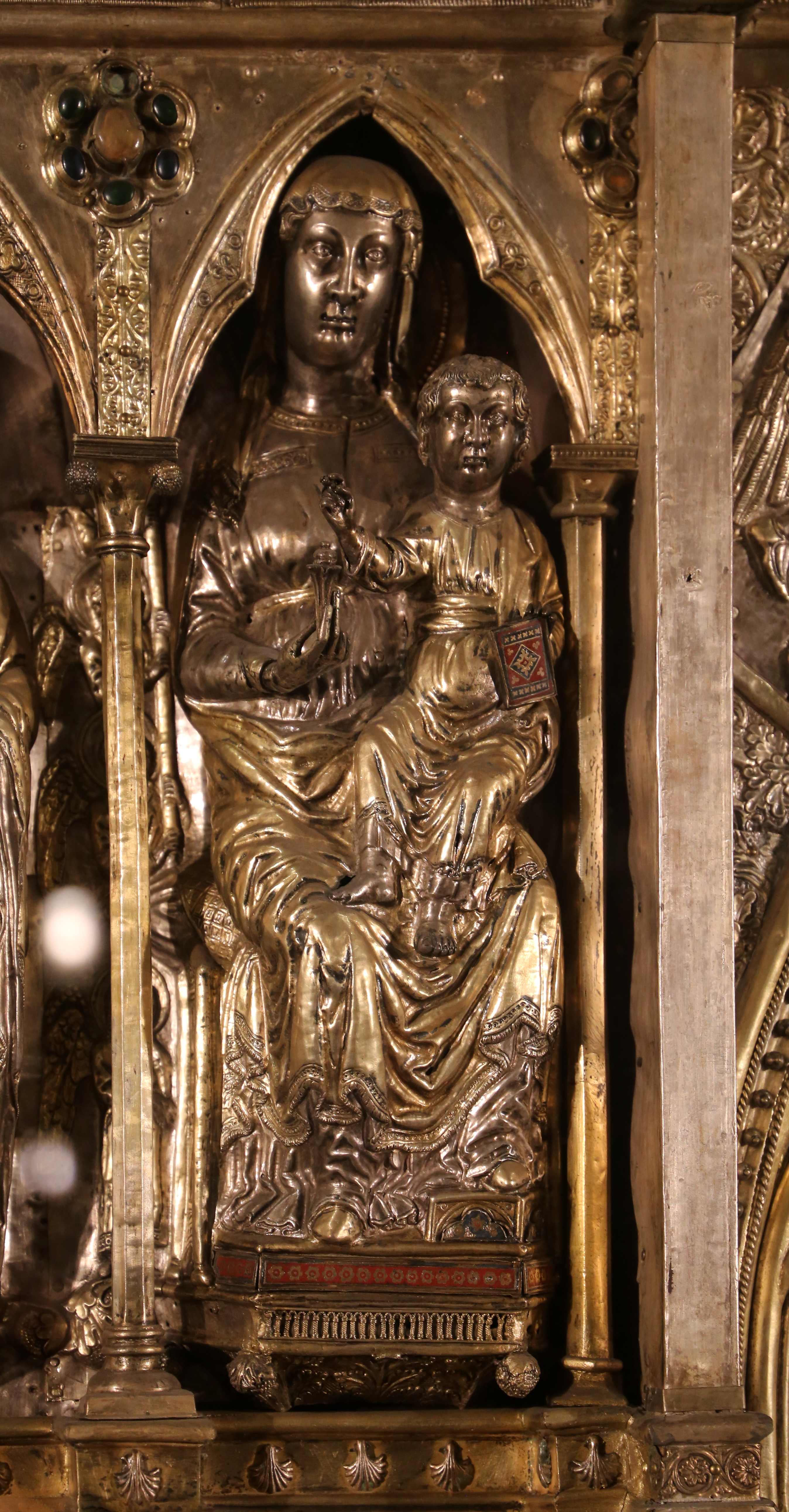
La Madonna col Bambino di Andrea di Jacopo d'Ognabene, tra le parti più antiche del complesso

Il nucleo originale dell'altare era una tavola argentea commissionata nel 1287 dal Generale consiglio del Comune e del popolo di Pistoia, d'intesa con gli Operai dell'Opera di San Jacopo, per usarla come dossale dell'altare di San Jacopo (mettendola cioè sopra l'altare). Essa rappresentava i Dodici apostoli e probabilmente anche la figura della Madonna col Bambino. Oltre a questa tavola esisteva un paliotto (che copriva l'altare) citato in un documento del 1294.
Nel 1293 l'altare subì il sacrilego furto da parte di Vanni Fucci, citato anche da Dante Alighieri: durante una notte del carnevale, il Fucci entrò in Duomo con una banda di farabutti e depredò la cappella di San Jacopo di oggetti preziosi, tra cui tavole d'argento, reliquie e arredi.
Le necessarie riparazioni vennero approntate da un orafo di nome Andrea per quanto riguarda il dossale e da un certo Lapo di Struffaldo per il paliotto.
Di nuovo nel 1314 un furto asportò due apostoli nel dossale e di nuovo venne riparato da Andrea. Solo nel 1316 compare il nome di Andrea di Jacopo d'Ognabene, incaricato di fare un nuovo paliotto, che la storica dell'arte Lucia Gai ha ipotizzato (1983) essere lo stesso Andrea dei restauri. Il nuovo pannello si componeva di Storie del Nuovo Testamento in 15 riquadri, un Cristo in Maestà fra Maria e San Jacopo e tre Storie di San Jacopo. Medaglioni a sbalzo circolari e quadrilobi che adornano il paliotto agli angoli delle formelle sono una delle prime e più importanti testimonianze in Italia della tecnica del traslucido.
Entro il 1315 si aggiunsero al complesso un Crocifisso coi dolenti (Madonna e San Giovanni) e una predella. Nel 1349 fu commissionata a Giglio Pisano la grande statua argentea a tutto tondo raffigurante San Jacopo in trono (completata nel 1353), come ringraziamento per la fine della grande pestilenza del 1348, e fu inserita entro un'ampia nicchia centrale con arco ogivale e basamento adorno di smalti traslucidi in cornice mistilinea.

### I paliotti laterali

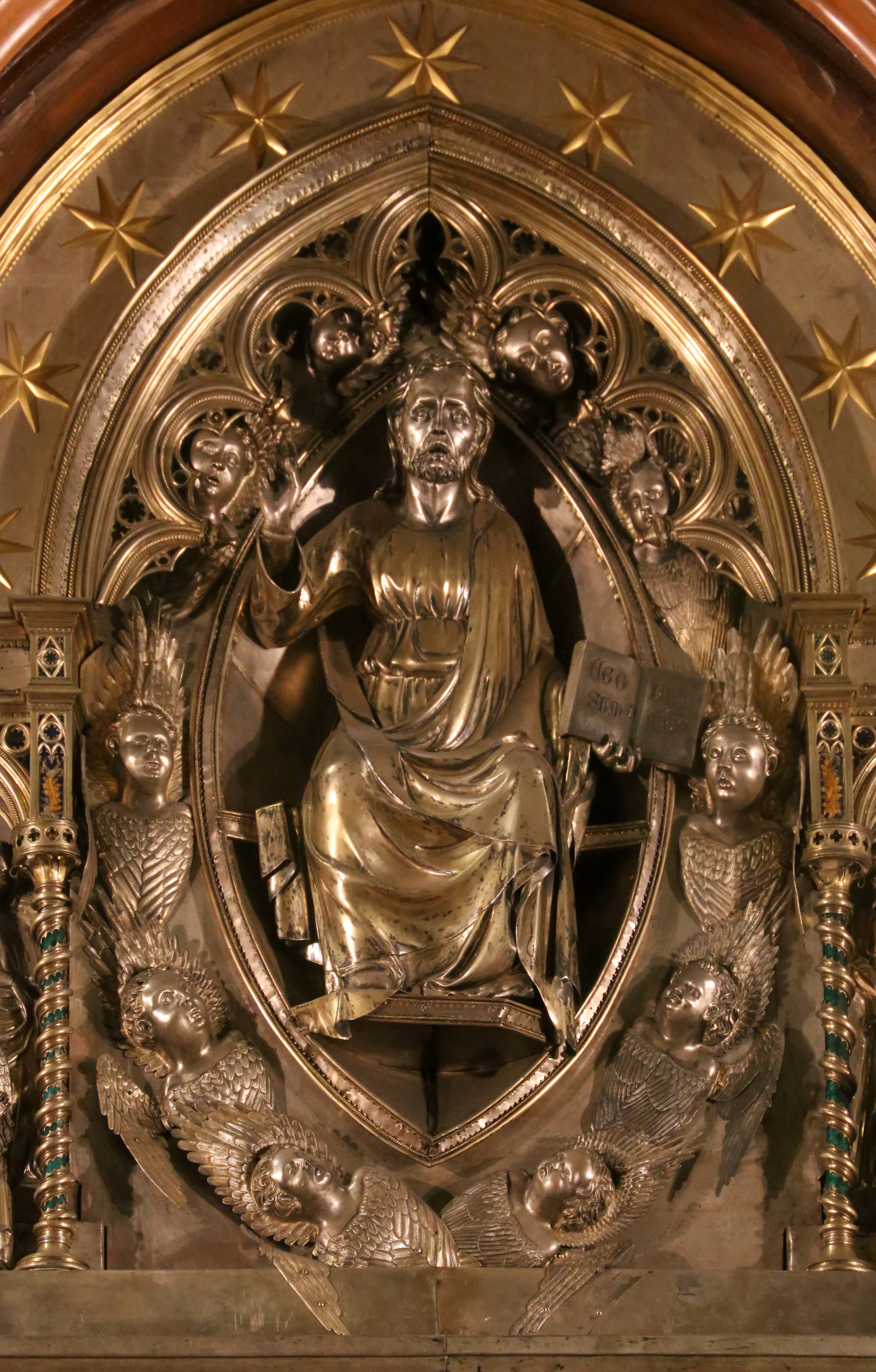
Andrea Braccini e Onofrio Buti su disegno di Giovanni Cristiani, Cristo benedicente, 1395-97

Nel 1361 si decise di ampliare e decorare anche i fianchi dell'altare, con rilievi di Storie dell'Antico Testamento (sul fronte), Storie del Nuovo Testamento (sul lato sinistro) e Storie di San Jacopo (lato destro).
Il lato destro  fu completato nel 1364 dagli orafi fiorentini Francesco Niccolai e Leonardo di San Giovanni, che scolpirono i nove riquadri in uno stile simile a quello dell'Orcagna.
Il lato sinistro con le Storie di san Iacopo in nove formelle fu opera del solo Leonardo di San Giovanni, che lo firmò, facendo cadere in errore il Vasari che ritenne l'intero altare opera esclusivamente sua. Questo lato risente dell'influenza di Andrea Pisano nella dolcezza espressiva dei personaggi.

### Ampliamento
Nel 1386 venne allogato all'orafo Piero d'Arrigo Tedesco l'incarico di ampliare il dossale, recuperando le figure e inserendole in un ordinamento nuovo nel quale inserì anche figure d'altra origine e opere sue e della sua bottega, che si distinguono nel complesso per le durezze espressionistiche di stampo nordico. Sua opera sono gli Apostoli e le quattro statuette con Santa Eulalia, il Vescovo Atto, San Giovanni Battista e Maria Salomé. Nella nuova sistemazione il San Jacopo in trono venne posto al centro, mentre le figure degli apostoli e della Madonna con il Bambino venivano disposti su due file.
Alla base del dossale, che raggiunse 2,35 metri di lunghezza, fu collocata una predella divisa in 9 riquadri contenenti busti a rilievo, stilisticamente affini alle opere di Piero. In questo periodo fu invertita la posizione dei paliotti laterali per consentire ai pellegrini la visione delle Storie di san Jacopo attraverso la cancellata che separava la cappella dal resto della cattedrale.

### Coronamento

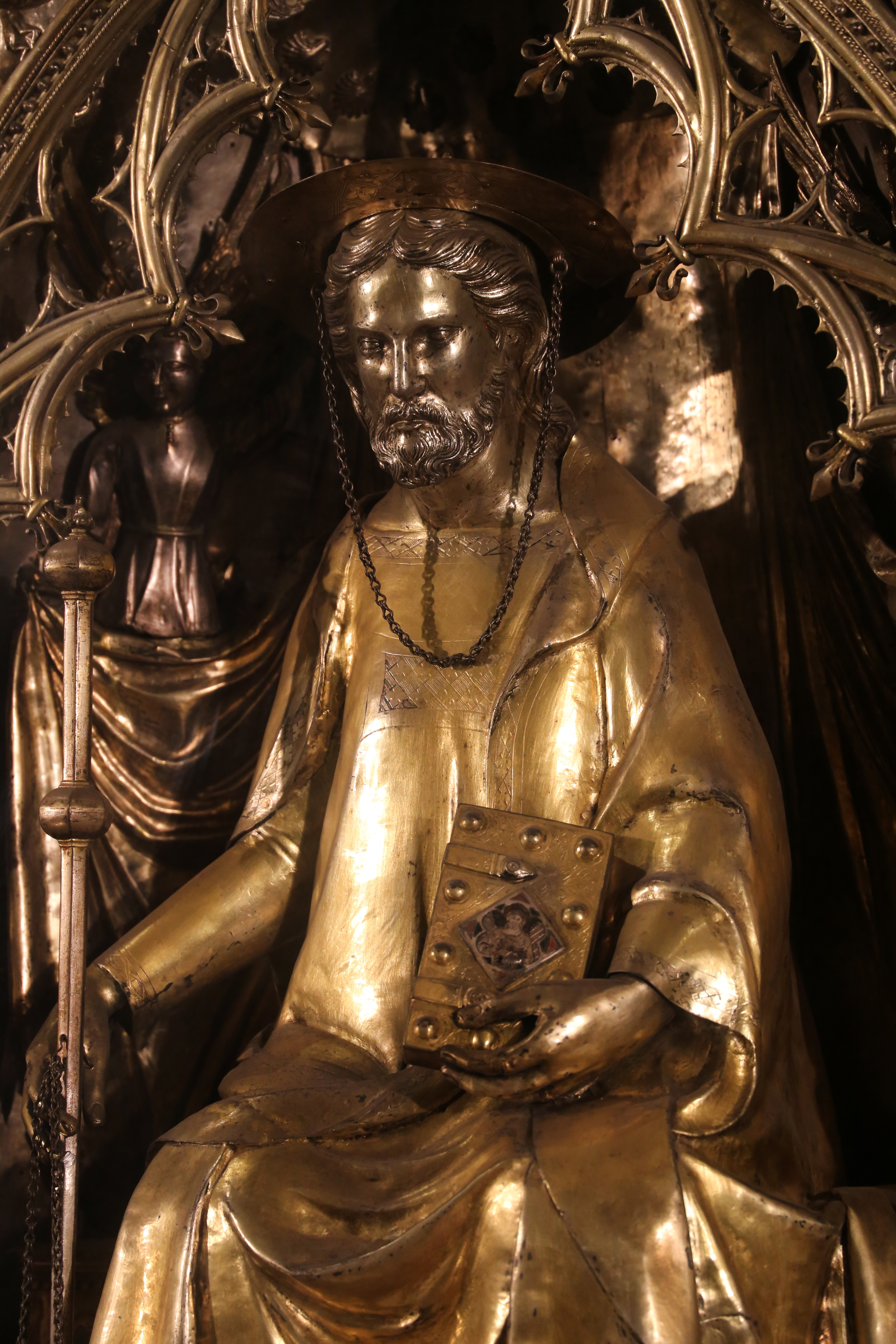
Giglio Pisano, San Jacopo in trono, 1349-53

Nel 1394-1398 fu realizzato il coronamento del dossale che fu progettato dal pittore pistoiese Giovanni di Bartolomeo Cristiani e realizzato dall'orafo fiorentino Nofri di Buto e dal pistoiese Atto di Piero Braccini che sbalzarono a altissimo rilievo un Cristo in Maestà, Sant'Antonio Abate, Santo Stefano nella mandorla centrale e un Paradiso con angeli cantanti e musicanti in uno stile tardogotico.
Alla fine di questi lavori, nel 1398, l'altare venne consacrato.

### Completamento
I lavori andarono però ancora avanti ed a vari artisti fu affidato il completamento dei due lati del dossale che furono adornati con figure di Profeti, Dottori della Chiesa, Evangelisti e Santi. Nel 1400-1401 vi lavorò la bottega di Lunardo di Mazzeo e Piero di Giovanni da Pistoia, tra cui c'era un giovane Filippo Brunelleschi che scolpì, si pensa, i due busti dei profeti Geremia e Isaia, un Sant'Agostino a figura intera e un San Giovanni Evangelista seduto, che spiccano per vigore espressivo. Essi rappresentano le sue opere più antiche conosciute e le uniche di oreficeria.
Nel 1409 vi lavorò Niccolò di Ser Guglielmo, autore forse degli altri Evangelisti, poi seguirono Domenico da Imola e altri orafi pistoiesi.
Le decorazioni restanti furono aggiunte da Piero d'Antonio da Pisa (Profeti Daniele e David e i Santi Giusto, Ambrogio e Leonardo) nel 1447-1456.

### Interventi successivi
Protetto da sportelli e contenuto in una struttura lignea, venne coronato nel 1490 da una pala in terracotta con la Resurrezione di Cristo di Benedetto Buglioni (oggi al Museo civico).
Nel 1606 venne effettuata una manutenzione straordinaria smontandolo e rimontandolo con integrazioni. Nel 1648 fu tolta la terracotta del Buglioni, fu consolidato e ripulito.
Nel 1785 venne distrutta la cappella che lo conteneva e spostato nella cappella di San Rocco, con la ricomposizione da parte dell'orafo Francesco Ripaioli che portò alcune delle decorazioni su un unico piano.
Dopo il 1790 vennero aggiunti due nuovi registri sotto il dossale: uno neogotico, che recuperava anche delle Allegorie di Virtù tardorinascimentali provenienti da un altro arredo; un altro con tre formelle tardobarocche.
Nel 1943, in occasione degli eventi bellici, l'altare fu smontato e ricoverato in un deposito per salvaguardarlo. Dopo un completo restauro venne rimontato nel 1953 nella collocazione attuale.

## Elenco delle scene

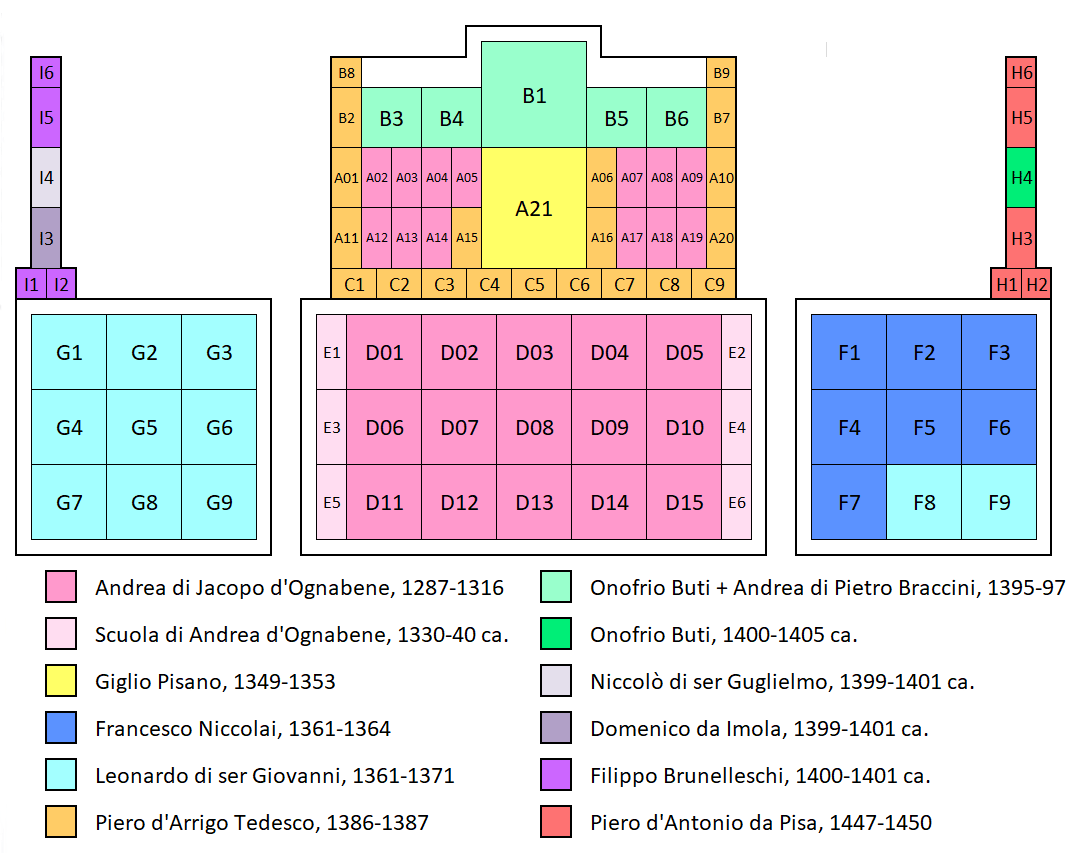
Schema

### Dossale
Apostoli e santi, fronte
- A01: Sant'Eulalia di Piero d'Arrigo Tedesco, 1386

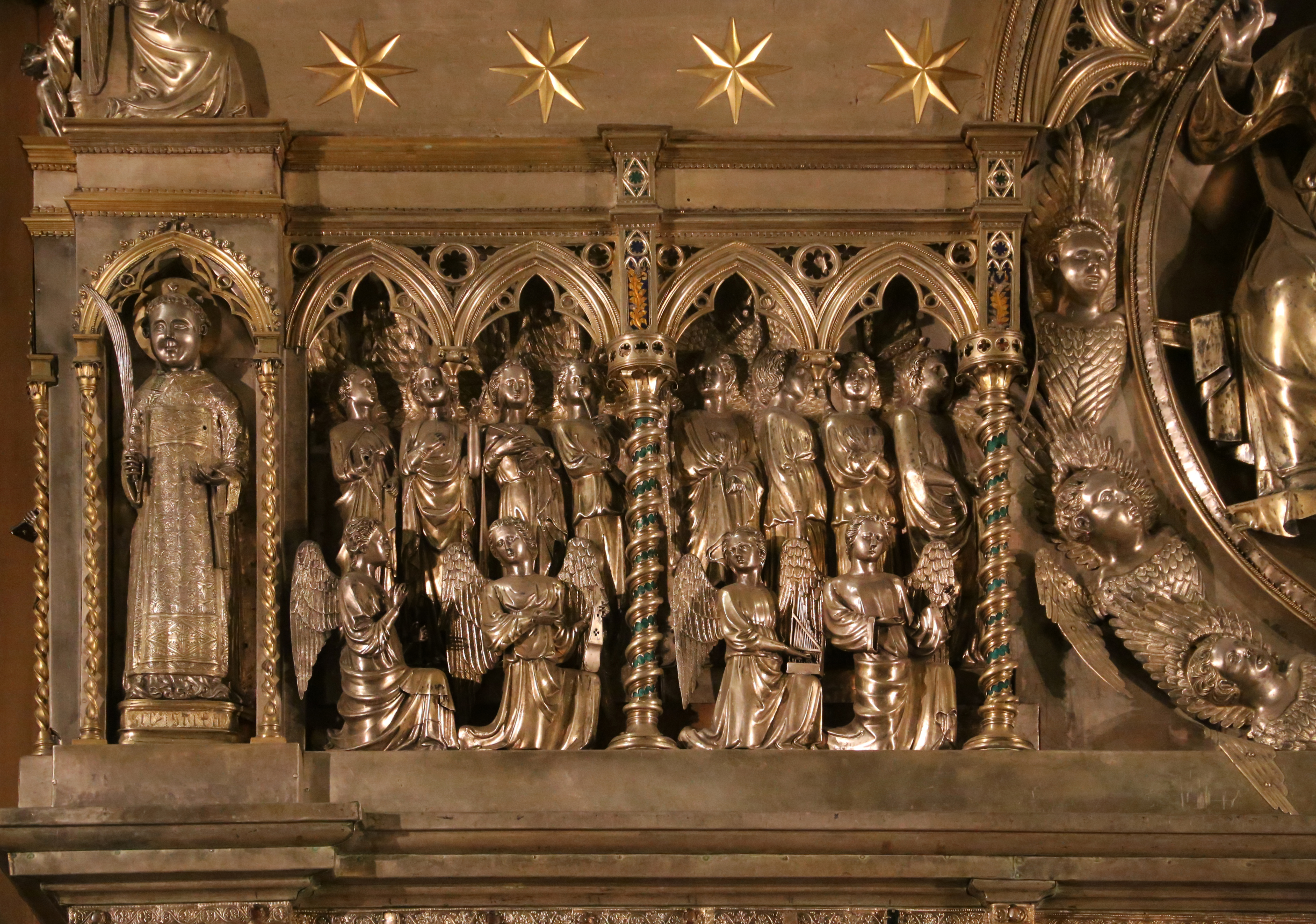
Cori angelici e santo Stefano

- A02: Apostolo di Andrea di Jacopo d'Ognabene, 1287-1316 circa
- A03: San Pietro di Andrea di Jacopo d'Ognabene, 1287-1316 circa
- A04: Apostolo di Andrea di Jacopo d'Ognabene, 1287-1316 circa
- A05: Madonna col Bambino di Andrea di Jacopo d'Ognabene, 1287-1316 circa
- A06: Cristo benedicente, di Piero d'Arrigo Tedesco, 1386-1387 circa
- A07: Apostolo di Andrea di Jacopo d'Ognabene, 1287-1316 circa
- A08: Apostolo di Andrea di Jacopo d'Ognabene, 1287-1316 circa
- A09: Apostolo di Andrea di Jacopo d'Ognabene, 1287-1316 circa
- A10: San Giovanni Battista di Piero d'Arrigo Tedesco, 1386
- A11: Sant'Atto di Piero d'Arrigo Tedesco, 1386
- A12: Apostolo di Andrea di Jacopo d'Ognabene, 1287-1316 circa
- A13: Apostolo di Andrea di Jacopo d'Ognabene, 1287-1316 circa
- A14: Apostolo di Andrea di Jacopo d'Ognabene, 1287-1316 circa
- A15: San Zeno di Piero d'Arrigo Tedesco, 1386
- A16: Santo di Piero d'Arrigo Tedesco, 1386-1387
- A17: San Paolo di Andrea di Jacopo d'Ognabene, 1287-1316 circa
- A18: Apostolo di Andrea di Jacopo d'Ognabene, 1287-1316 circa
- A19: Apostolo di Andrea di Jacopo d'Ognabene, 1287-1316 circa
- A20: Santa Maria Salome di Piero d'Arrigo Tedesco, 1386
- A21: San Jacopo di Giglio Pisano, 1349-1353, entro nicchia di Piero d'Arrigo del 1387

Fastigio, con Cristo tra cori angelici, santi e Annunciazione
- B1: Cristo benedicente entro una mandorla sorretta da angeli, di Onofrio Buti e Andrea di Pietro Braccini su disegno di Giovanni Cristiani, 1395-1397
- B2: Santo Stefano, di Piero d'Arrigo Tedesco, 1387
- B3: Cori angelici, di Onofrio Buti e Andrea di Pietro Braccini su disegno di Giovanni Cristiani, 1395-1397
- B4: Cori angelici, di Onofrio Buti e Andrea di Pietro Braccini su disegno di Giovanni Cristiani, 1395-1397
- B5: Cori angelici, di Onofrio Buti e Andrea di Pietro Braccini su disegno di Giovanni Cristiani, 1395-1397
- B6: Cori angelici, di Onofrio Buti e Andrea di Pietro Braccini su disegno di Giovanni Cristiani, 1395-1397
- B7: Sant'Antonio Abate, di Piero d'Arrigo Tedesco, 1387
- B8: Angelo annunciante, di Piero d'Arrigo Tedesco, 1390 circa
- B9: Vergine annunciata, di Piero d'Arrigo Tedesco, 1390 circa

Predella, con Pietà tra i dolenti, evangelisti e santi

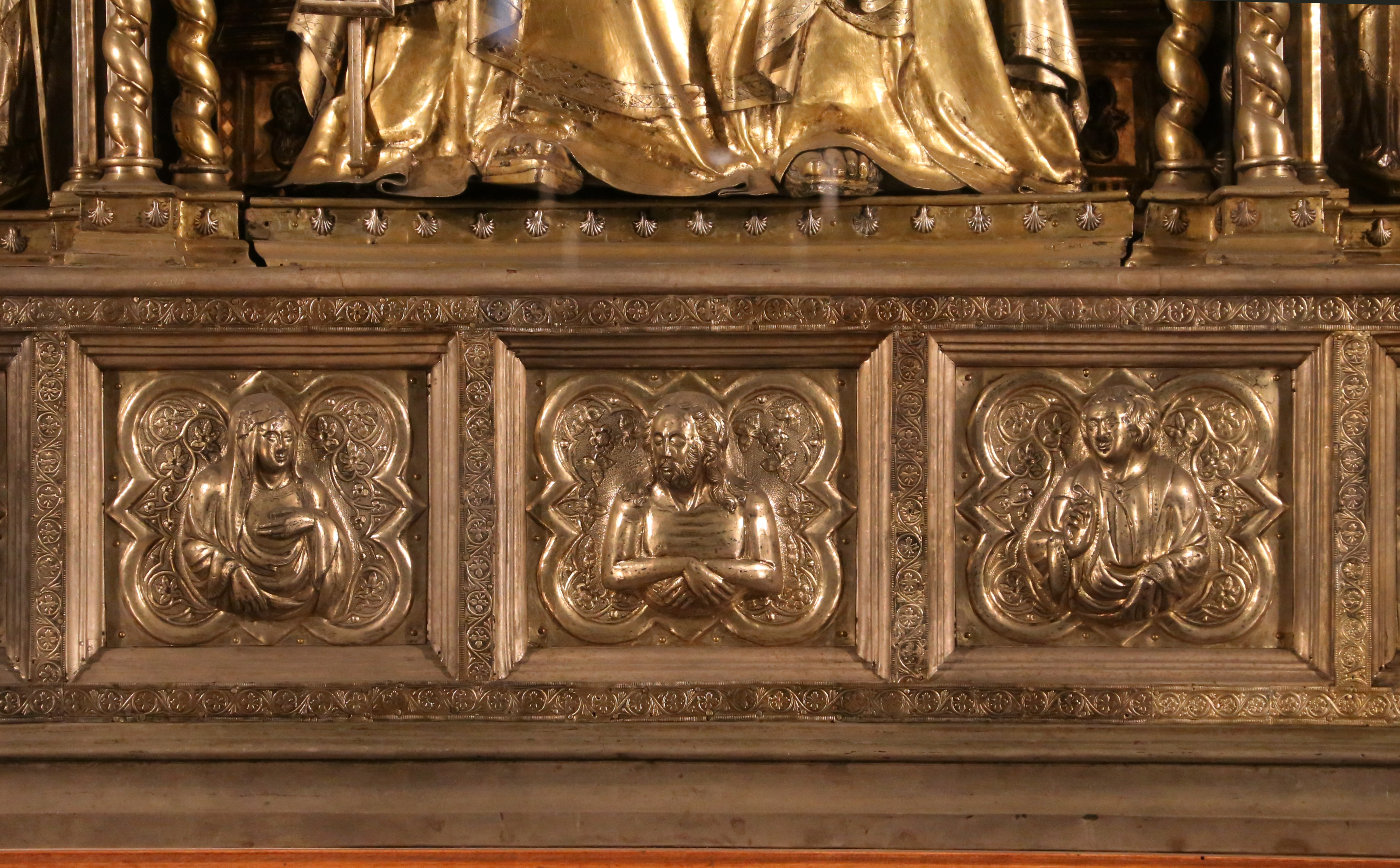
Predella con santi

- C1: San Nicola di Bari, riferibile a Piero d'Arrigo Tedesco, 1381 circa
- C1: San Matteo, riferibile a Piero d'Arrigo Tedesco, 1381 circa
- C1: San Luca, riferibile a Piero d'Arrigo Tedesco, 1381 circa
- C1: Madonna addolorata, riferibile a Piero d'Arrigo Tedesco, 1381 circa
- C1: Cristo in pietà, riferibile a Piero d'Arrigo Tedesco, 1381 circa
- C1: San Giovanni evangelista dolente, riferibile a Piero d'Arrigo Tedesco, 1381 circa
- C1: San Giovanni evangelista, riferibile a Piero d'Arrigo Tedesco, 1381 circa
- C1: San Marco, riferibile a Piero d'Arrigo Tedesco, 1381 circa
- C1: Santa Maria Salome, riferibile a Piero d'Arrigo Tedesco, 1381 circa

Santi e profeti, lato destro

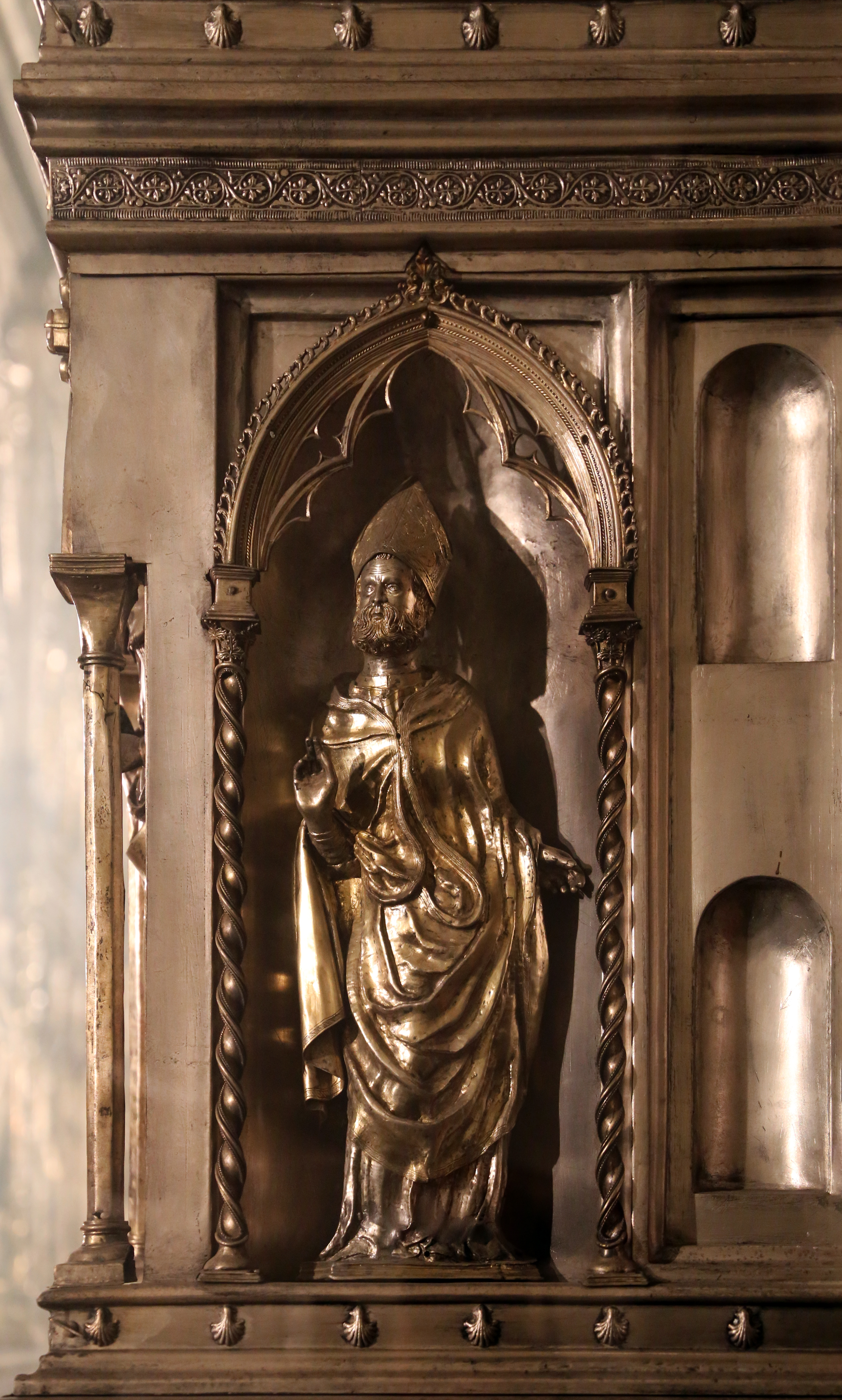
San Giusto

- H1: Daniele di Piero d'Antonio da Pisa, 1450 circa
- H2: David di Piero d'Antonio da Pisa, 1450 circa
- H3: San Giusto di Piero d'Antonio da Pisa, 1447
- H4: Sant'Ambrogio attribuito a Onofrio Buti, 1400-1405 circa
- H5: San Leonardo di Piero d'Antonio da Pisa, 1449-1450 circa
- H6: San Marco di Piero d'Antonio da Pisa, 1447 circa

Santi e profeti, lato sinistro

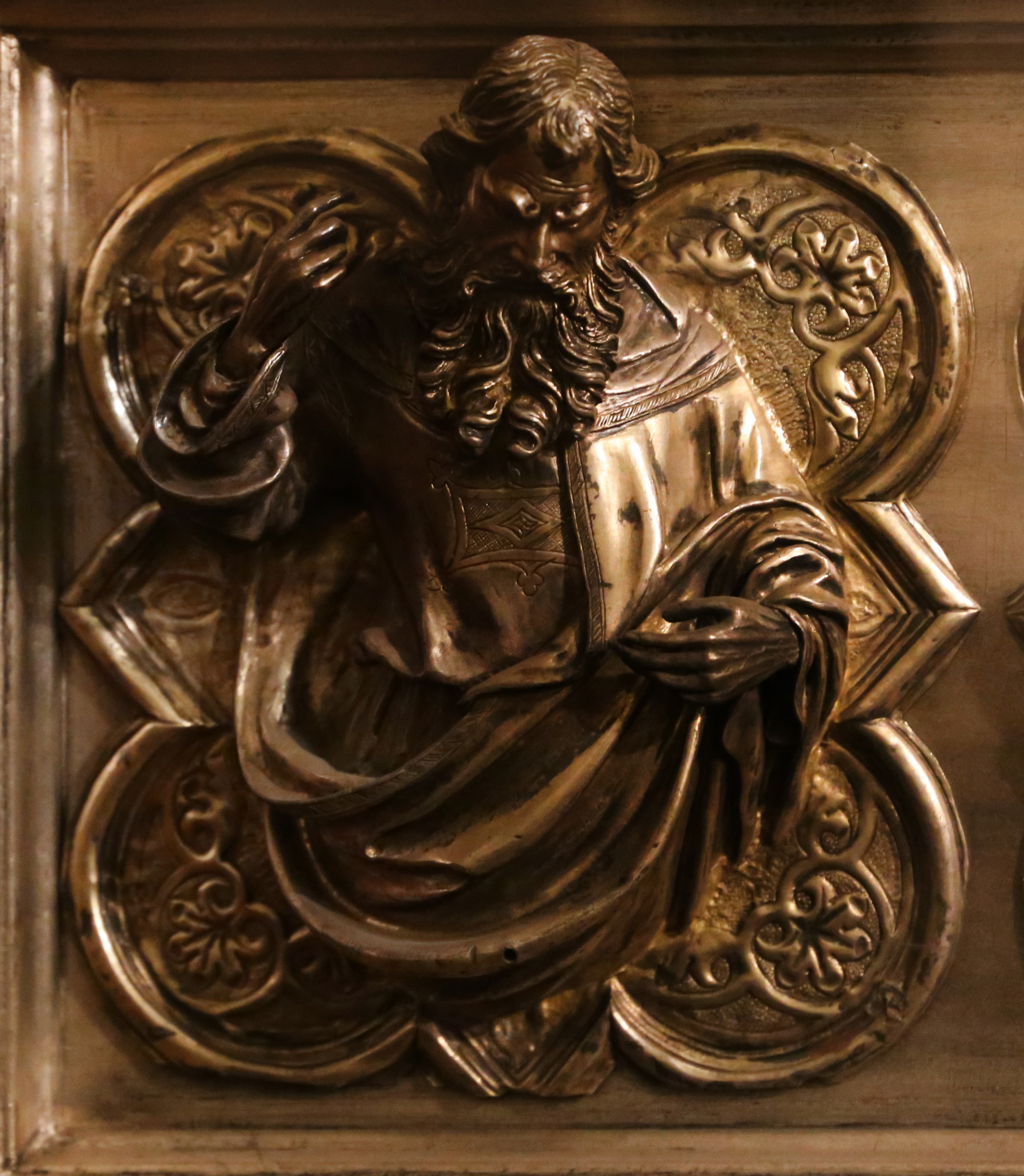
Geremia

- I1: Geremia attribuito a Filippo Brunelleschi, 1400-1401 circa
- I2: Isaia attribuito a Filippo Brunelleschi, 1400-1401 circa
- I3: San Girolamo attribuito a Domenico da Imola, 1399-1401 circa
- I4: San Gregorio Magno attribuito a Niccolò di ser Guglielmo, 1399-1401 circa
- I5: Sant'Agostino attribuito a Filippo Brunelleschi, 1400-1401 circa
- I6: San Giovanni Evangelista attribuito a Filippo Brunelleschi, 1400-1401 circa

### Paliotto

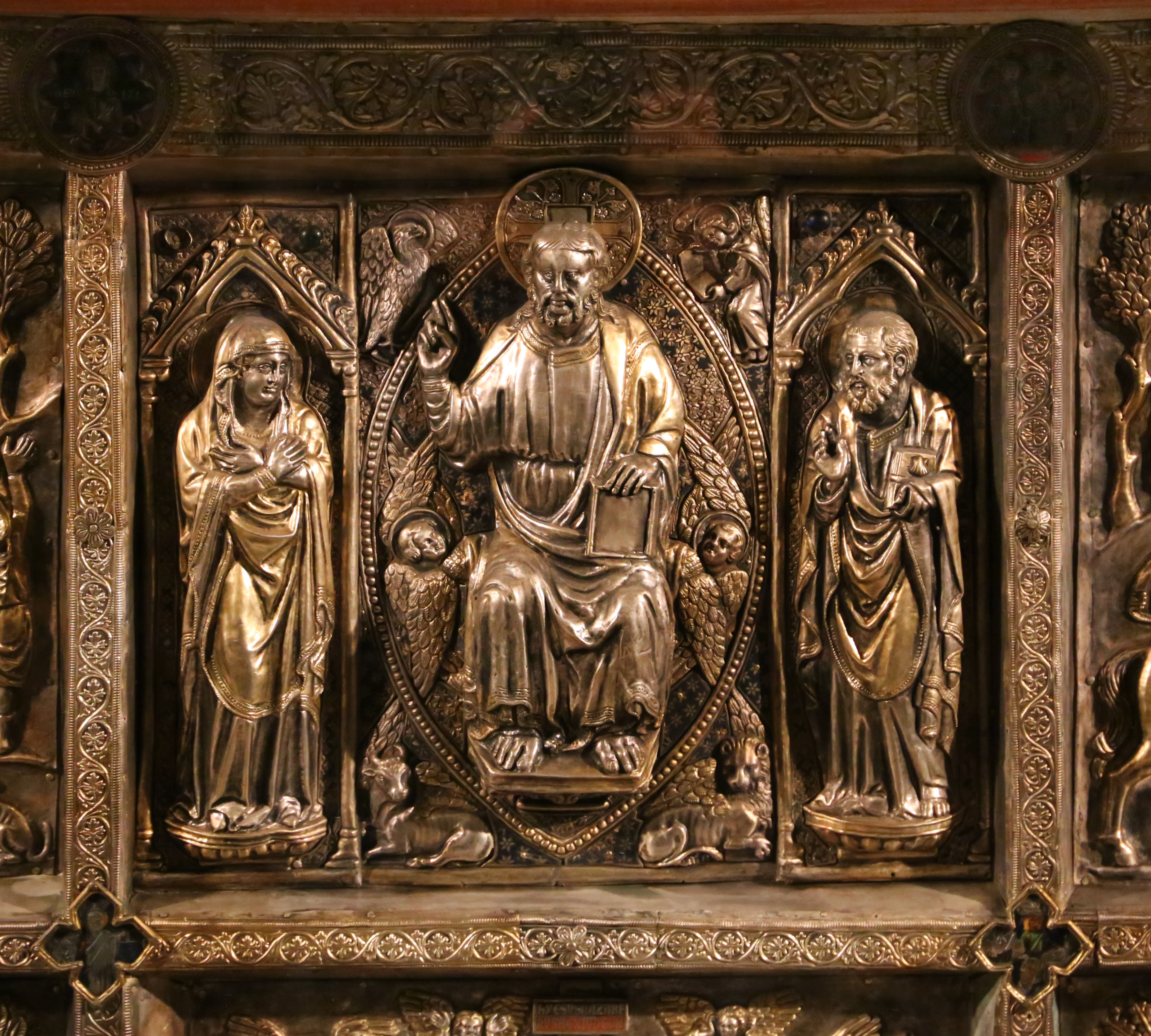
Cristo, Maria e san Jacopo

Storie del Nuovo Testamento e di san Jacopo, fronte
- D01: Annunciazione e Visitazione,  di Andrea di Jacopo d'Ognabene, 1316
- D02: Natività di Gesù,  di Andrea di Jacopo d'Ognabene, 1316
- D03: Cristo benedicente tra Maria e san Jacopo, angeli e tetramorfo,  di Andrea di Jacopo d'Ognabene, 1316
- D04: Viaggio dei Magi,  di Andrea di Jacopo d'Ognabene, 1316
- D05: Adorazione dei Magi,  di Andrea di Jacopo d'Ognabene, 1316
- D06: Strage degli innocenti,  di Andrea di Jacopo d'Ognabene, 1316
- D07: Bacio di Giuda,  di Andrea di Jacopo d'Ognabene, 1316
- D08: Crocifissione,  di Andrea di Jacopo d'Ognabene, 1316
- D09: Pie donne al sepolcro,  di Andrea di Jacopo d'Ognabene, 1316
- D10: Incredulità di san Tommaso,  di Andrea di Jacopo d'Ognabene, 1316
- D11: Ascensione di Cristo,  di Andrea di Jacopo d'Ognabene, 1316
- D12: Presentazione di Gesù al Tempio,  di Andrea di Jacopo d'Ognabene, 1316
- D13: Predica di san Jacopo,  di Andrea di Jacopo d'Ognabene, 1316
- D14: San Jacopo davanti a Erode,  di Andrea di Jacopo d'Ognabene, 1316
- D15: Conversione di Giosia e martirio di san Jacopo,  di Andrea di Jacopo d'Ognabene, 1316

Profeti
- E1: Re David scuola di Andrea di Jacopo d'Ognabene, 1330-1340 circa
- E2: Esdra scuola di Andrea di Jacopo d'Ognabene, 1330-1340 circa
- E3: Profeta, forse Geremia o Ezechiele scuola di Andrea di Jacopo d'Ognabene, 1330-1340 circa
- E4: Profeta scuola di Andrea di Jacopo d'Ognabene, 1330-1340 circa
- E5: Giona scuola di Andrea di Jacopo d'Ognabene, 1330-1340 circa
- E6: Isaia scuola di Andrea di Jacopo d'Ognabene, 1330-1340 circa

Storie di san Jacopo, lato sinistro

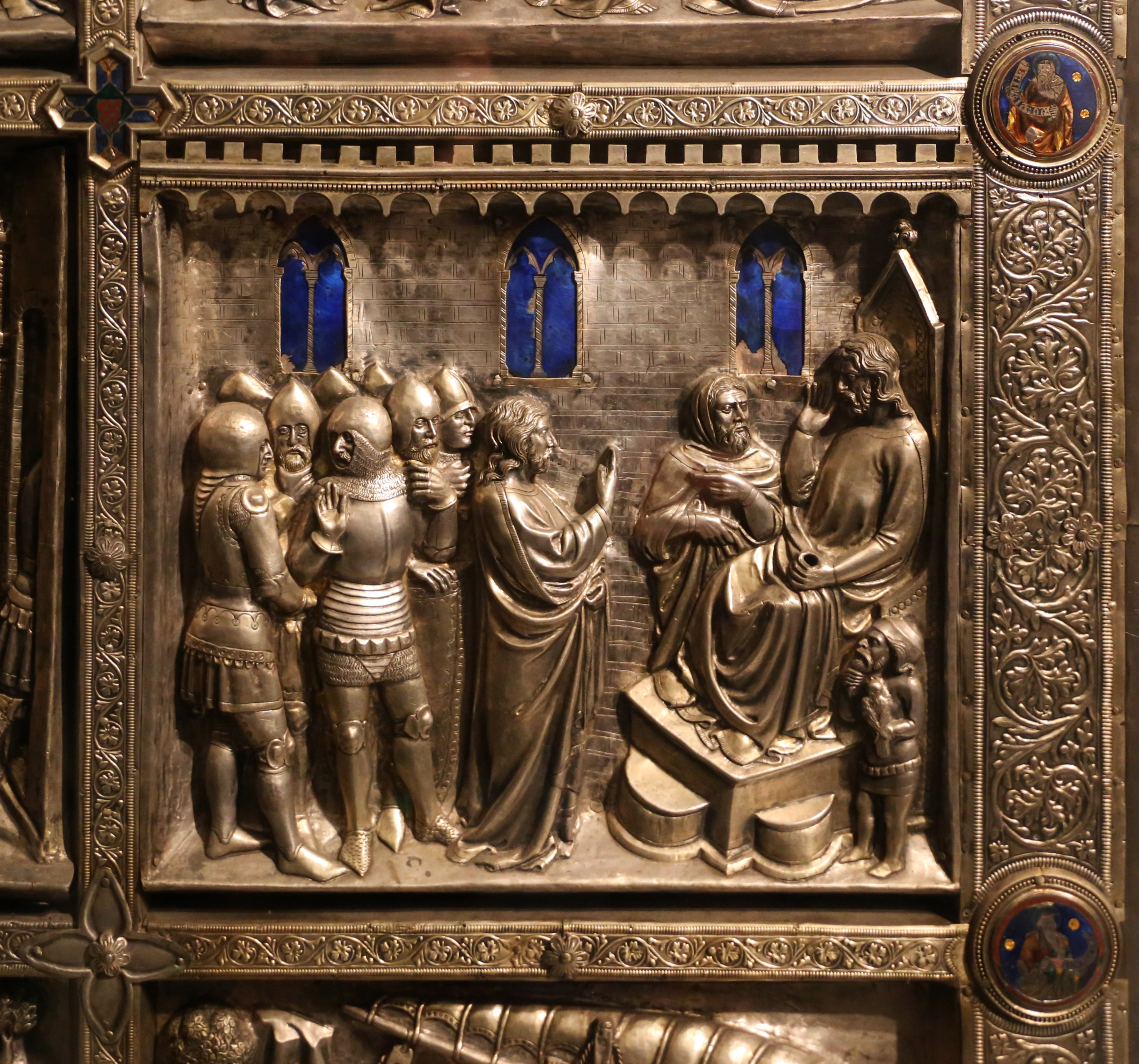
San Jacopo davanti a Erode

- G1: Vocazione dei santi Jacopo e Giovanni apostoli di Leonardo di ser Giovanni, 1367-1371
- G2: Maria di Salome raccomand a Gesù i figli Jacopo e Giovanni di Leonardo di ser Giovanni, 1367-1371
- G3: Missione apostolica di san Jacopo di Leonardo di ser Giovanni, 1367-1371
- G4: Predica di san Jacopo di Leonardo di ser Giovanni, 1367-1371
- G5: Cattura di san Jacopo di Leonardo di ser Giovanni, 1367-1371
- G6: San Jacopo davanti a Erode di Leonardo di ser Giovanni, 1367-1371
- G7: Conversione di Josia di Leonardo di ser Giovanni, 1367-1371
- G8: Martirio di san Jacopo di Leonardo di ser Giovanni, 1367-1371
- G9: Traslazione del corpo di san Jacopo a Santiago de Compostela di Leonardo di ser Giovanni, 1367-1371

Episodi del Vecchio Testamento e storie di Maria, lato destro

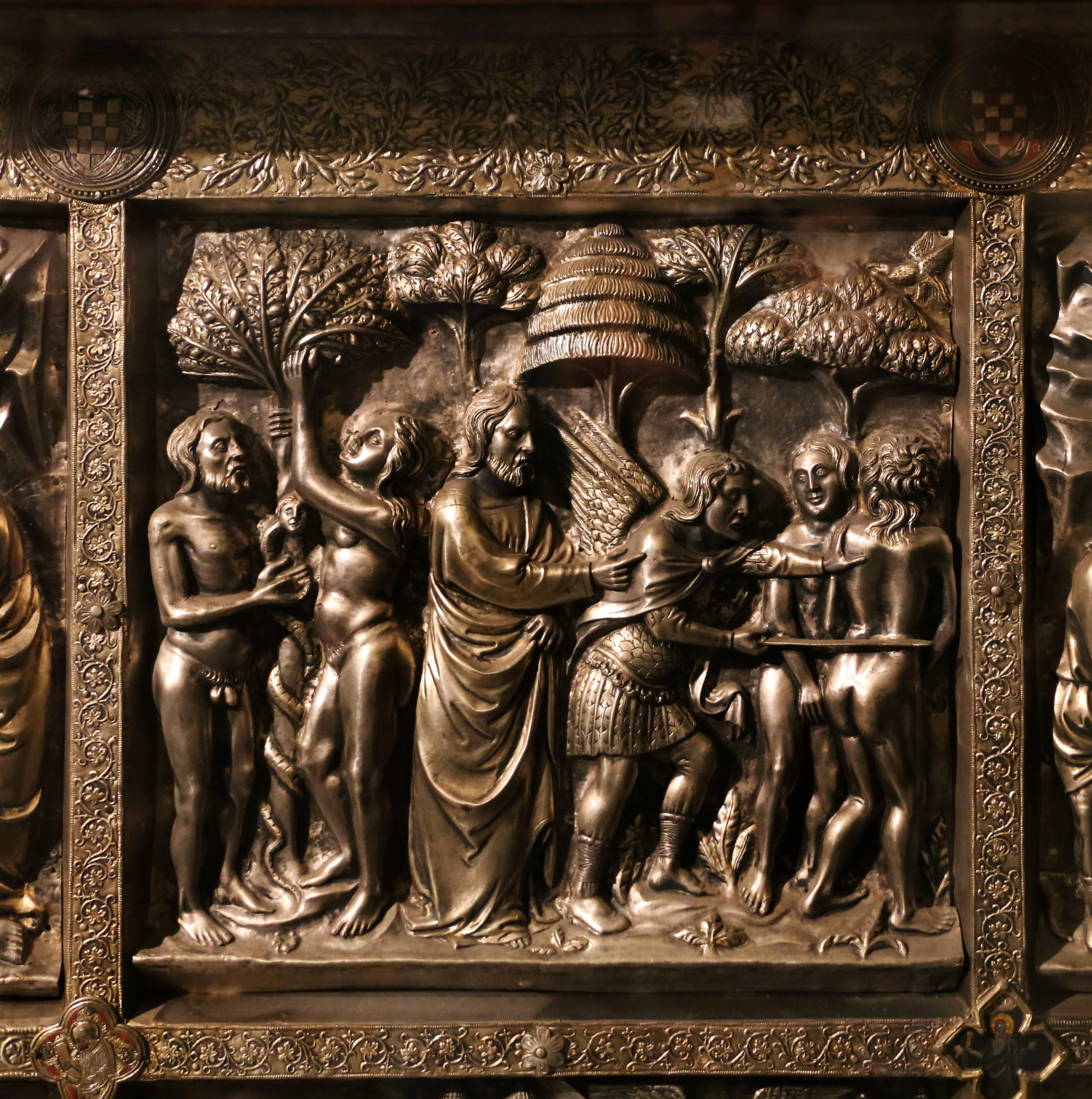
Tentazione e caduta di Adamo ed Eva

- F1: Creazione di Adamo e di Eva, di Francesco Niccolai, 1361-1364
- F2: Peccato originale e cacciata dal Paradiso terrestre, di Francesco Niccolai, 1361-1364
- F3: Caino uccide Abele e viene maledetto, di Francesco Niccolai, 1361-1364
- F4: Costruzione dell'arca di Noè, di Francesco Niccolai, 1361-1364
- F5: Alleanza tra Dio e Abramo e sacrificio di Isacco, di Francesco Niccolai, 1361-1364
- F6: Mosè e le Tavole della legge, di Francesco Niccolai, 1361-1364
- F7: Samuele comunica con Dio e incoronazione di David, di Francesco Niccolai, 1361-1364
- F8: Natività e presentazione al Tempio di Maria, di Leonardo di ser Giovanni, 1361-1364
- F9: Sposalizio della Vergine, di Leonardo di ser Giovanni, 1361-1364